# セデイラ
セデイラ（Cedeira）は、スペイン・ガリシア州ア・コルーニャ県のムニシピオ（基礎自治体）。コマルカ・デ・フェロルに属する。スペイン国立統計局によると、2017年の人口は6,888人だった。住民呼称は、男女同形のcedeirense。
ガリシア語話者の自治体住民に占める割合は93.81％（2001年）。

## 地理
セデイラはア・コルーニャ県の北東部に位置し、コマルカ・デ・フェロルに属する。東はカリーニョとオルティゲイラと、南はセルディードと、南西がバルドビーニョの各自治体と隣接、北から西にかけては大西洋に面している。自治体の中心地区は、セデイラ教区のセデイラ地区。

### 人口
| セデイラの人口推移 1900－2010                           |
|                                                         |
| 出典:INE（スペイン国立統計局）1900年 - 1991年、1996年 - |

## 政治
自治体首長はガリシア社会党（PSdeG-PSOE）のホセ・ルイス・ベルガーラ・レイ（José Luis Vergara Rey）、自治体評議員はガリシア国民党：6、ガリシア社会党：4、ガリシア民族主義ブロック（BNG）：2、TEGA（Terra Galega、ガリシアの大地）：1となっている（2007年の自治体選挙の結果、得票順）。

## 史跡・名所
- サント・アンドレ・デ・テイシド礼拝堂 - 自治体の東部テイシド教区のテイシド地区にある礼拝堂で、ガリシア地方では巡礼地として知られている。

## 教区
セデイラは8の教区に分けられている。太字は自治体中心地区のある教区。
- セデイラ（サンタ・マリーア・ド・マール）
- セルボ（サンタージャ）
- エステイロ（サン・フィス）
- モントーショ（サン・シアーオ）
- ピニェイロ（サン・コスメ）
- レゴア（サンタ・マリーア）
- サン・ロマン・デ・モントーショ（サン・ロマン）
- テイシード（サント・アンドレ）